# Final Four Euroliga 2018
La Final Four fue la etapa culminante de la Euroliga 2017-18, y se celebró en mayo de 2018. Las semifinales se disputaron el 18 de mayo y el partido por el campeonato se disputó el 20 de mayo. Todos los partidos se jugaron en el Štark Arena, en Belgrado, Serbia.

## Sede
El 26 de octubre de 2017, la Euroliga de Baloncesto anunció que la Final Four se celebraría en el Štark Arena en Belgrado. Tiene una capacidad de 18 386 personas.
| Belgrado          | \| Belgrado \| |
| Štark Arena       | \| Belgrado \| |
| Capacidad: 18 386 | \| Belgrado \| |
|                   | \| Belgrado \| |
| Belgrado          |                |

## Cuadro
|  | Semifinales               | Semifinales               | Semifinales               |                           |             | Final              | Final              | Final              |  |
|  | 18 de mayo de 2018        | 18 de mayo de 2018        | 18 de mayo de 2018        |                           |             | 20 de mayo de 2018 | 20 de mayo de 2018 | 20 de mayo de 2018 |  |
|  |                           |                           |                           |                           |             |                    |                    |                    |  |
|  |                           |                           |                           |                           |             |                    |                    |                    |  |
|  | CSKA Moscow               | CSKA Moscow               | 83                        |                           |             |                    |                    |                    |  |
|  | CSKA Moscow               | CSKA Moscow               | 83                        |                           |             |                    |                    |                    |  |
|  | Real Madrid               | Real Madrid               | 92                        |                           |             |                    |                    |                    |  |
|  | Real Madrid               | Real Madrid               | 92                        |                           | Real Madrid | Real Madrid        | 85                 |                    |  |
|  |                           |                           |                           |                           | Real Madrid | Real Madrid        | 85                 |                    |  |
|  |                           |                           | Fenerbahçe Doğuş Istambul | Fenerbahçe Doğuş Istambul | 80          |                    |                    |                    |  |
|  | Fenerbahçe Doğuş Istambul | Fenerbahçe Doğuş Istambul | Fenerbahçe Doğuş Istambul | Fenerbahçe Doğuş Istambul | 80          | 76                 |                    |                    |  |
|  | Fenerbahçe Doğuş Istambul | Fenerbahçe Doğuş Istambul |                           |                           |             | 76                 |                    |                    |  |
|  | Žalgiris Kaunas           | Žalgiris Kaunas           | 67                        |                           |             | Tercer lugar       | Tercer lugar       | Tercer lugar       |  |
|  | Žalgiris Kaunas           | Žalgiris Kaunas           | 67                        |                           |             | Tercer lugar       | Tercer lugar       | Tercer lugar       |  |
|  |                           |                           |                           |                           |             |                    |                    |                    |  |
|  |                           |                           |                           |                           |             | CSKA Moscow        | CSKA Moscow        | 77                 |  |
|  |                           |                           |                           |                           |             | CSKA Moscow        | CSKA Moscow        | 77                 |  |
|  |                           |                           |                           |                           |             | Žalgiris Kaunas    | Žalgiris Kaunas    | 79                 |  |
|  |                           |                           |                           |                           |             | Žalgiris Kaunas    | Žalgiris Kaunas    | 79                 |  |
|  |                           |                           |                           |                           |             |                    |                    |                    |  |

## Árbitros
El 8 de mayo se anunciaron a 8 árbitros que dirigirán los partidos durante la Final Four:
| - Matej Boltauzer - Daniel Hierrezuelo - Elias Koromilas - Luigi Lamonica | - Oļegs Latiševs - Robert Lottermoser - Sreten Radovic - Borys Ryzhyk |

## Resultados

### Semifinales
| 18 de mayo de 2018 – 18:00 (CET) | Fenerbahçe Doğuş Istambul                     | 76–67                | Žalgiris Kaunas                                  | Belgrado |  |
|                                  | Parciales: 19–13, 20–20, 13–17, 22–17         |                      |                                                  | |  |
|                                  | Estadísticas Muhammed 19 Düverioğlu 5 Melli 6 | Reporte Pts Reb Asts | Estadísticas 16 Pangos 11 Davies 4 Pangos, Micić | Pabellón: Štark Arena Asistencia: 16 967 espectadores Árbitros: Daniel Hierrezuelo Sreten Radovic Oļegs Latiševs Televisión: Euroleague TV |  |

| 18 de mayo de 2018 – 21:00 (CET) | CSKA Moscow                                 | 83–92                | Real Madrid                                   | Belgrado |  |
|                                  | Parciales: 30–20, 16–27, 10–16, 27–29       |                      |                                               | |  |
|                                  | Estadísticas de Colo 20 Hines 9 Rodríguez 6 | Reporte Pts Reb Asts | Estadísticas 16 Dončić, Llull 11 Ayón 5 Llull | Pabellón: Štark Arena Asistencia: 15 232 espectadores Árbitros: Luigi Lamonica Robert Lottermoser Matej Boltauzer Televisión: Euroleague TV |  |

### Tercer lugar
| 20 de mayo de 2018 – 17:00 (CET) | CSKA Moscow                                                           | 77–79                | Žalgiris Kaunas                                         | Belgrado |  |
|                                  | Parciales: 19–22, 16–19, 13–28, 29–10                                 |                      |                                                         | |  |
|                                  | Estadísticas Kulagin, Hunter 14 Hunter 8 Rodríguez, Kurbanov, Hines 3 | Reporte Pts Reb Asts | Estadísticas 15 Jankūnas, Micić 7 White 4 Pangos, Micić | Pabellón: Štark Arena Asistencia: 14 548 espectadores Árbitros: Daniel Hierrezuelo Elias Koromilas Robert Lottermoser Televisión: Euroleague TV |  |

### Final
| 20 de mayo de 2018 – 20:00 (CET) | Real Madrid                                                      | 85–80                | Fenerbahçe Doğuş Istambul                 | Belgrado |  |
|                                  | Parciales: 21–17, 17–23, 25–15, 22–25                            |                      |                                           | |  |
|                                  | Estadísticas Causeur 17 Tavares, Fernández, Thompkins 5 Dončić 4 | Reporte Pts Reb Asts | Estadísticas 28 Melli 6 Melli 5 Wanamaker | Pabellón: Štark Arena Asistencia: 16 967 espectadores Árbitros: Luigi Lamonica Borys Ryzhyk Oļegs Latiševs Televisión: Euroleague TV |  |

| Quinteto inicial: | Quinteto inicial: | Quinteto inicial: | Pts | Reb | As | Min   |
| ----------------- | ----------------- | ----------------- | --- | --- | -- | ----- |
| B                 | 7                 | Luka Dončić       | 15  | 3   | 4  | 28:41 |
| E                 | 11                | Facundo Campazzo  | 0   | 1   | 0  | 09:07 |
| E                 | 1                 | Fabien Causeur    | 17  | 2   | 2  | 24:23 |
| AP                | 9                 | Felipe Reyes      | 6   | 3   | 0  | 15:22 |
| P                 | 14                | Gustavo Ayón      | 4   | 2   | 1  | 14:35 |
| Suplentes:        | Suplentes:        | Suplentes:        | Pts | Reb | As | Min   |
| AP                | 3                 | Anthony Randolph  | 3   | 1   | 0  | 11:42 |
| A                 | 5                 | Rudy Fernández    | 5   | 5   | 3  | 19:07 |
| E                 | 20                | Jaycee Carroll    | 9   | 0   | 0  | 13:27 |
| P                 | 22                | Walter Tavares    | 8   | 5   | 2  | 21:31 |
| B                 | 23                | Sergio Llull      | 5   | 0   | 2  | 12:02 |
| AP                | 33                | Trey Thompkins    | 10  | 5   | 1  | 15:26 |
| A                 | 44                | Jeffery Taylor    | 3   | 3   | 1  | 14:37 |
| Entrenador:       |                   |                   |     |     |    |       |
| Pablo Laso        |                   |                   |     |     |    |       |

| Quinteto inicial: | Quinteto inicial: | Quinteto inicial: | Pts | Reb | As | Min   |
| ----------------- | ----------------- | ----------------- | --- | --- | -- | ----- |
| B                 | 11                | Brad Wanamaker    | 14  | 5   | 5  | 27:15 |
| E                 | 23                | Marko Gudurić     | 0   | 1   | 2  | 09:19 |
| A                 | 33                | Nikola Kalinić    | 7   | 3   | 1  | 20:20 |
| AP                | 24                | Jan Veselý        | 3   | 5   | 2  | 23:16 |
| P                 | 44                | Ahmet Düverioğlu  | 8   | 1   | 0  | 08:26 |
| Suplentes:        | Suplentes:        | Suplentes:        | Pts | Reb | As | Min   |
| AP                | 1                 | Jason Thompson    | 0   | 0   | 0  | 04:30 |
| AP                | 4                 | Nicolò Melli      | 28  | 6   | 1  | 34:41 |
| E                 | 10                | Melih Mahmutoğlu  | 0   | 0   | 0  | 0:00  |
| B                 | 16                | Kostas Sloukas    | 7   | 1   | 4  | 28:53 |
| A                 | 21                | James Nunnally    | 0   | 0   | 1  | 07:20 |
| B                 | 35                | Ali Muhammed      | 7   | 2   | 1  | 12:59 |
| A                 | 70                | Luigi Datome      | 6   | 2   | 0  | 23:01 |
| Entrenador:       |                   |                   |     |     |    |       |
| Željko Obradović  |                   |                   |     |     |    |       |

| Quinteto inicial: | Quinteto inicial: | Quinteto inicial: | Pts | Reb | As | Min   |
| ----------------- | ----------------- | ----------------- | --- | --- | -- | ----- |
| B                 | 7                 | Luka Dončić       | 15  | 3   | 4  | 28:41 |
| E                 | 11                | Facundo Campazzo  | 0   | 1   | 0  | 09:07 |
| E                 | 1                 | Fabien Causeur    | 17  | 2   | 2  | 24:23 |
| AP                | 9                 | Felipe Reyes      | 6   | 3   | 0  | 15:22 |
| P                 | 14                | Gustavo Ayón      | 4   | 2   | 1  | 14:35 |
| Suplentes:        | Suplentes:        | Suplentes:        | Pts | Reb | As | Min   |
| AP                | 3                 | Anthony Randolph  | 3   | 1   | 0  | 11:42 |
| A                 | 5                 | Rudy Fernández    | 5   | 5   | 3  | 19:07 |
| E                 | 20                | Jaycee Carroll    | 9   | 0   | 0  | 13:27 |
| P                 | 22                | Walter Tavares    | 8   | 5   | 2  | 21:31 |
| B                 | 23                | Sergio Llull      | 5   | 0   | 2  | 12:02 |
| AP                | 33                | Trey Thompkins    | 10  | 5   | 1  | 15:26 |
| A                 | 44                | Jeffery Taylor    | 3   | 3   | 1  | 14:37 |
| Entrenador:       |                   |                   |     |     |    |       |
| Pablo Laso        |                   |                   |     |     |    |       |

| Quinteto inicial: | Quinteto inicial: | Quinteto inicial: | Pts | Reb | As | Min   |
| ----------------- | ----------------- | ----------------- | --- | --- | -- | ----- |
| B                 | 11                | Brad Wanamaker    | 14  | 5   | 5  | 27:15 |
| E                 | 23                | Marko Gudurić     | 0   | 1   | 2  | 09:19 |
| A                 | 33                | Nikola Kalinić    | 7   | 3   | 1  | 20:20 |
| AP                | 24                | Jan Veselý        | 3   | 5   | 2  | 23:16 |
| P                 | 44                | Ahmet Düverioğlu  | 8   | 1   | 0  | 08:26 |
| Suplentes:        | Suplentes:        | Suplentes:        | Pts | Reb | As | Min   |
| AP                | 1                 | Jason Thompson    | 0   | 0   | 0  | 04:30 |
| AP                | 4                 | Nicolò Melli      | 28  | 6   | 1  | 34:41 |
| E                 | 10                | Melih Mahmutoğlu  | 0   | 0   | 0  | 0:00  |
| B                 | 16                | Kostas Sloukas    | 7   | 1   | 4  | 28:53 |
| A                 | 21                | James Nunnally    | 0   | 0   | 1  | 07:20 |
| B                 | 35                | Ali Muhammed      | 7   | 2   | 1  | 12:59 |
| A                 | 70                | Luigi Datome      | 6   | 2   | 0  | 23:01 |
| Entrenador:       |                   |                   |     |     |    |       |
| Željko Obradović  |                   |                   |     |     |    |       |

| Campeones de la Euroliga 2017-18 |
| -------------------------------- |
| Real Madrid Décimo título        |